# Andrius Šležas
Andrius Šležas (Joniškis, 4 febbraio 1975) è un ex cestista lituano.

## Palmarès

### Squadra
- Campionato lituano: 3

Lietuvos rytas: 1999-2000, 2001-02, 2005-06
- ULEB Cup: 1

Lietuvos rytas: 2004-05
- Lega Baltica: 2

Lietuvos rytas:  2005-06, 2006-07

### Individuale
- Lietuvos krepšinio lyga MVP finali: 1

Lietuvos rytas: 2005-2006